# Parmelia protosignifera
Parmelia protosignifera är en lavart som beskrevs av Elix & J. Johnst. Parmelia protosignifera ingår i släktet Parmelia och familjen Parmeliaceae.   Inga underarter finns listade i Catalogue of Life.